# تورنبری (تگزاس)
تورنبری (به انگلیسی: Thornberry) یک منطقهٔ مسکونی در ایالات متحده آمریکا است که در تگزاس واقع شده‌است. تورنبری ۶۰ نفر جمعیت دارد.